# Kounicův dům
Kounicův dům je rozlehlá budova historického měšťanského domu, který se nachází na pozemku o rozloze téměř 1700 čtverečních metrů na rohu ulic Berkovy a Zámecké v centru okresního města Česká Lípa v Libereckém kraji. Stavba na adrese Berkova ulice č.p. 100 je evidována od 3. května 1958 jako nemovitá kulturní památka pod číslem 23403/5-2808 na seznamu Národního památkového ústavu.

## Historie
Dům byl vybudován v roce 1771 na místě bývalého vrchnostenského pivovaru jako nové sídlo pro úředníky českolipského panství, které v 18. století patřilo šlechtickému rodu Kouniců. Viditelným důkazem této skutečnosti je dosud zachovaný kamenný erb Kouniců, umístěný na rohu budovy. Kounicové o výstavbě nového sídla pro své úředníky rozhodli z důvodu, že jejich dosavadní pracoviště v objektu českolipského vodního hradu již nevyhovovalo soudobým potřebám.
Kounicům patřila Česká Lípa s novozámeckým panstvím až do zrušení poddanství v roce 1848. Budova někdejšího sídla jejich úředníků poté sloužila k různým účelům – byla zde solnice, vojenská nemocnice i celnice. V roce 1924 objekt zakoupil československý stát a zřídil zde české státní reálné reformované gymnázium, které v Kounicově domě bylo až do roku 1938. V druhé polovině 20. století bylo v Kounicově domě sídlo Svazarmu. Po Listopadu 1989 se vlastníkem budovy stala nástupnická organizace Svazarmu – Sdružení sportovních svazů České republiky. V pronajatých částech objektu sídlily drobné provozovny a prodejny levného textilu.

## Ohrožení existence památky
Dne 13. května 2015 po 15. hodině odpolední Kounicův dům zachvátil požár. Dle vyjádření hasičů příčinou neštěstí zřejmě byla nedbalost při sváření na střeše domu. U ohně zasahovalo celkem šest desítek hasičů z 10 jednotek, které se do České Lípy sjely z různých míst okresu. Hašení probíhalo až do večerních hodin, část hasičů zůstala na místě až do následujícího dne, aby mohla zlikvidovat případná ložiska neuhašeného ohně. Škoda byla odhadnuta na 8 miliónů korun, majetek v hodnotě 7 miliónů, zejména sousední budovy, se podařilo hasičům zachránit. Pokud jde o záchranu a obnovu památky, je za ni primárně zodpovědný majitel objektu. Starostka České Lípy Romana Žatecká krátce po neštěstí veřejně vyjádřila stanovisko, že vedení města v případě potřeby je ochotno při záchraně tohoto objektu poskytnout pomoc. 
Po téměř dvou letech byla situace taková, že policie celý případ odložila, protože se jí nepodařilo zjistit viníka požáru. Vlastník objektu – Sdružení sportovních svazů ČR – nezačal ani s přípravou zabezpečení památky a nereagoval ani na výzvu stavebního úřadu v České Lípě z podzimu roku 2016. Město se proto rozhodlo vlastníka za tuto nečinnost i za zábor veřejného prostranství v okolí památky pokutovat. Jelikož ani poté vlastník nevyvinul žádnou iniciativu, město začalo zvažovat, že torzo historické budovy odkoupí a přebuduje na objekt, který by sloužil českolipské veřejnosti. Jednou z variant byla i přestavba Kounicova domu na městskou knihovnu podle návrhu architekta Miroslava Pavljuka.
V červnu 2018 zastupitelstvo města Česká Lípa schválilo odkoupení pozůstatků Kounicova domu za 1 900 000 Kč, další využití objektu bylo předmětem diskuse. Na mimořádném zasedání rada města dne 11. února 2019 přidělila firmě PSD s. r. o. z Děčína veřejnou zakázku ve výši 7 706 000 Kč, jejímž předmětem je základní zabezpečení ohrožené budovy. Na rok 2020 je plánováno uvolnění dalších 80 miliónů korun na celkovou rekonstrukci objektu.

### Stav po požáru

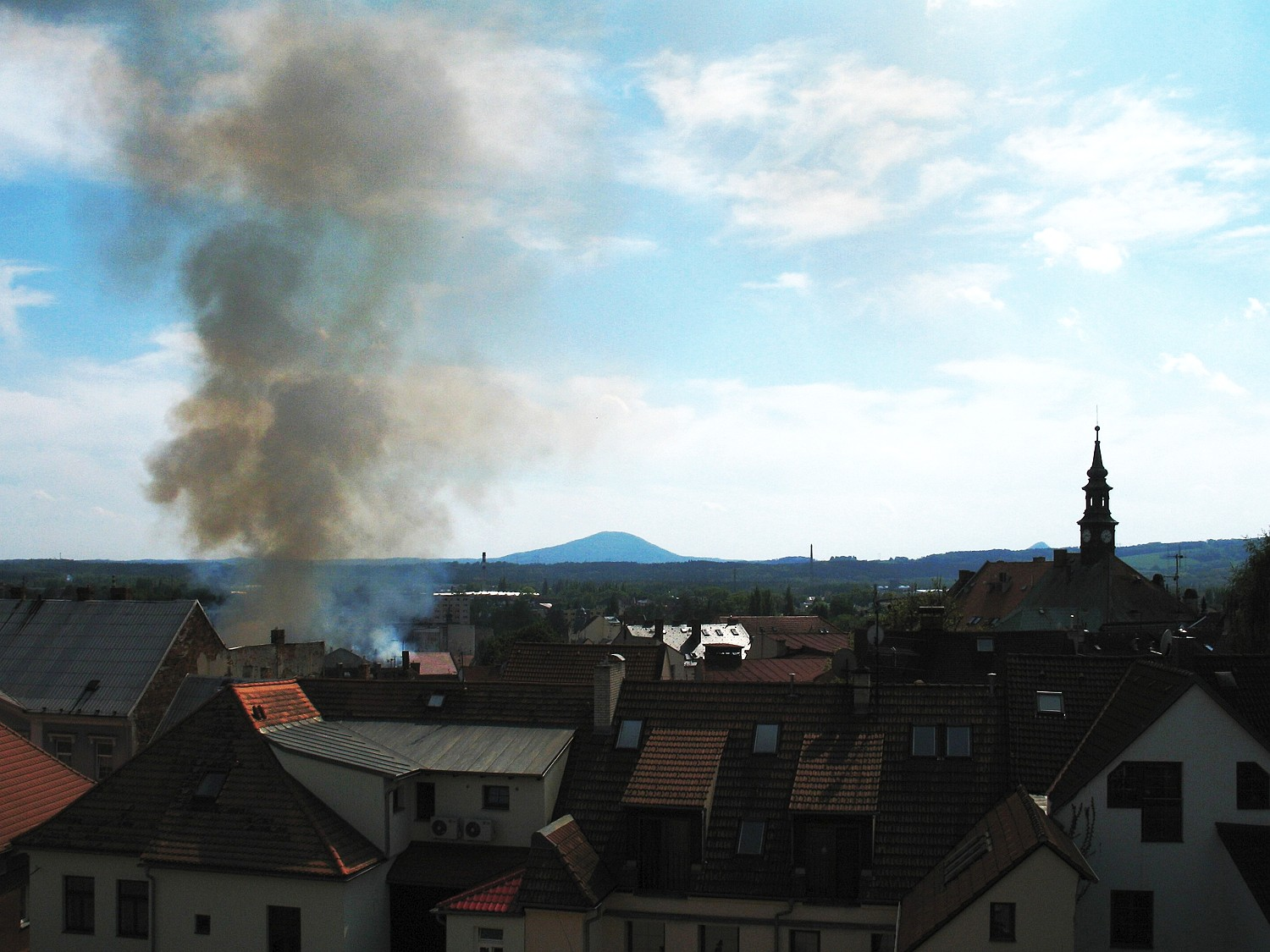
Pohled na Českou Lípu krátce po vypuknutí požáru Kounicova domu
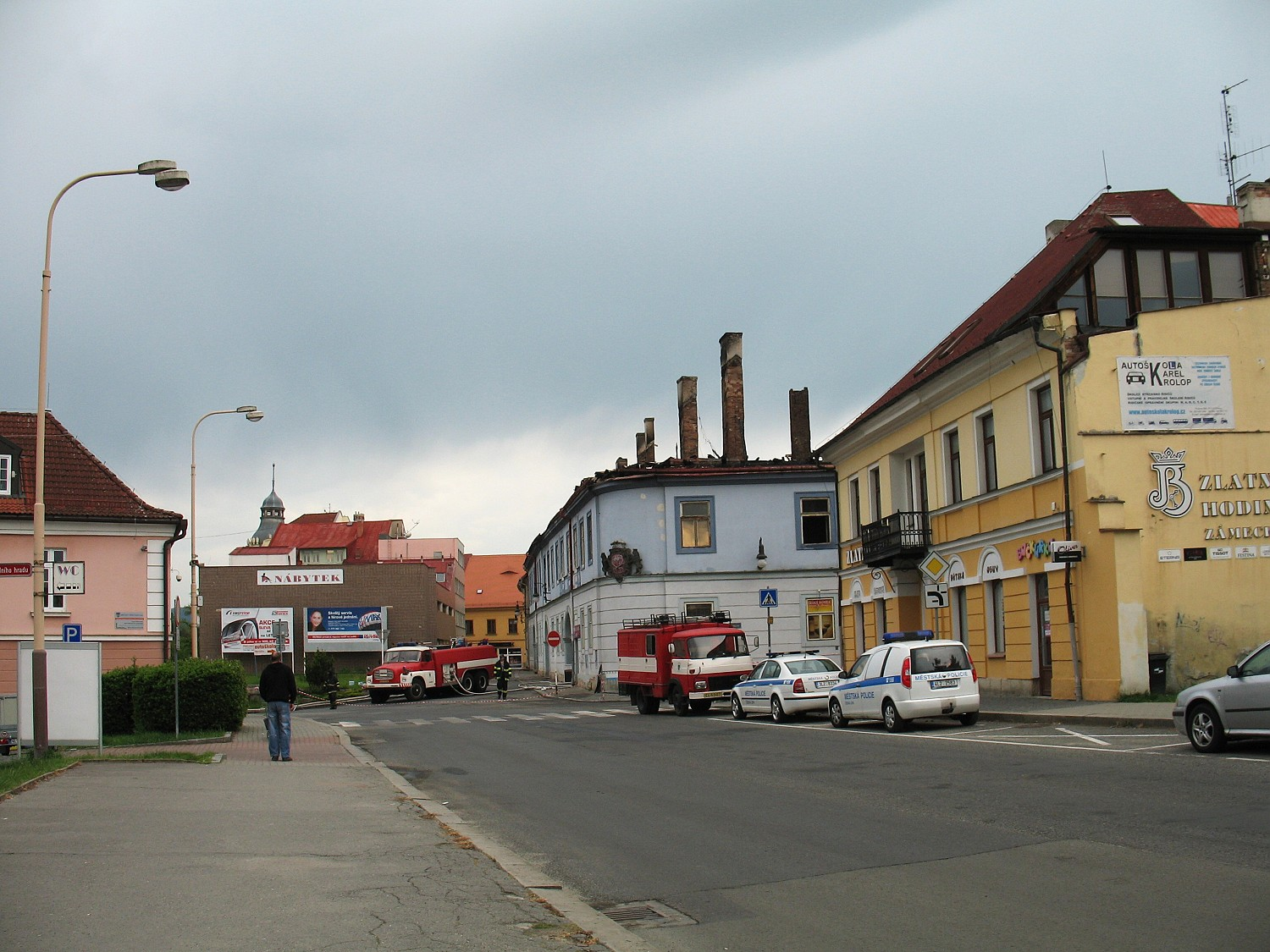
Křižovatka ulic Erbenovy, Zámecké a Berkovy ráno po požáru
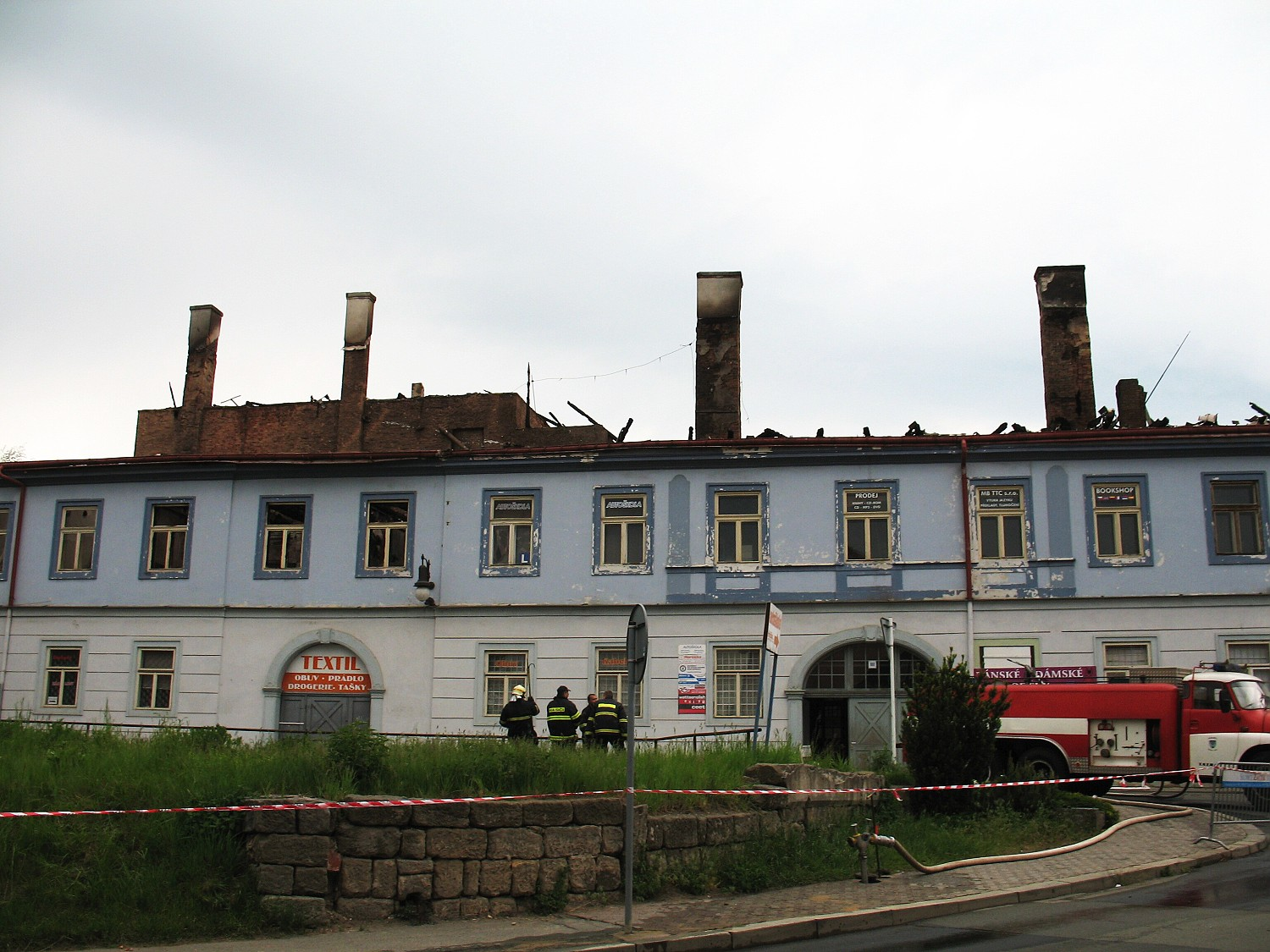
Zůstaly jen poškozené komíny, patro se propadlo
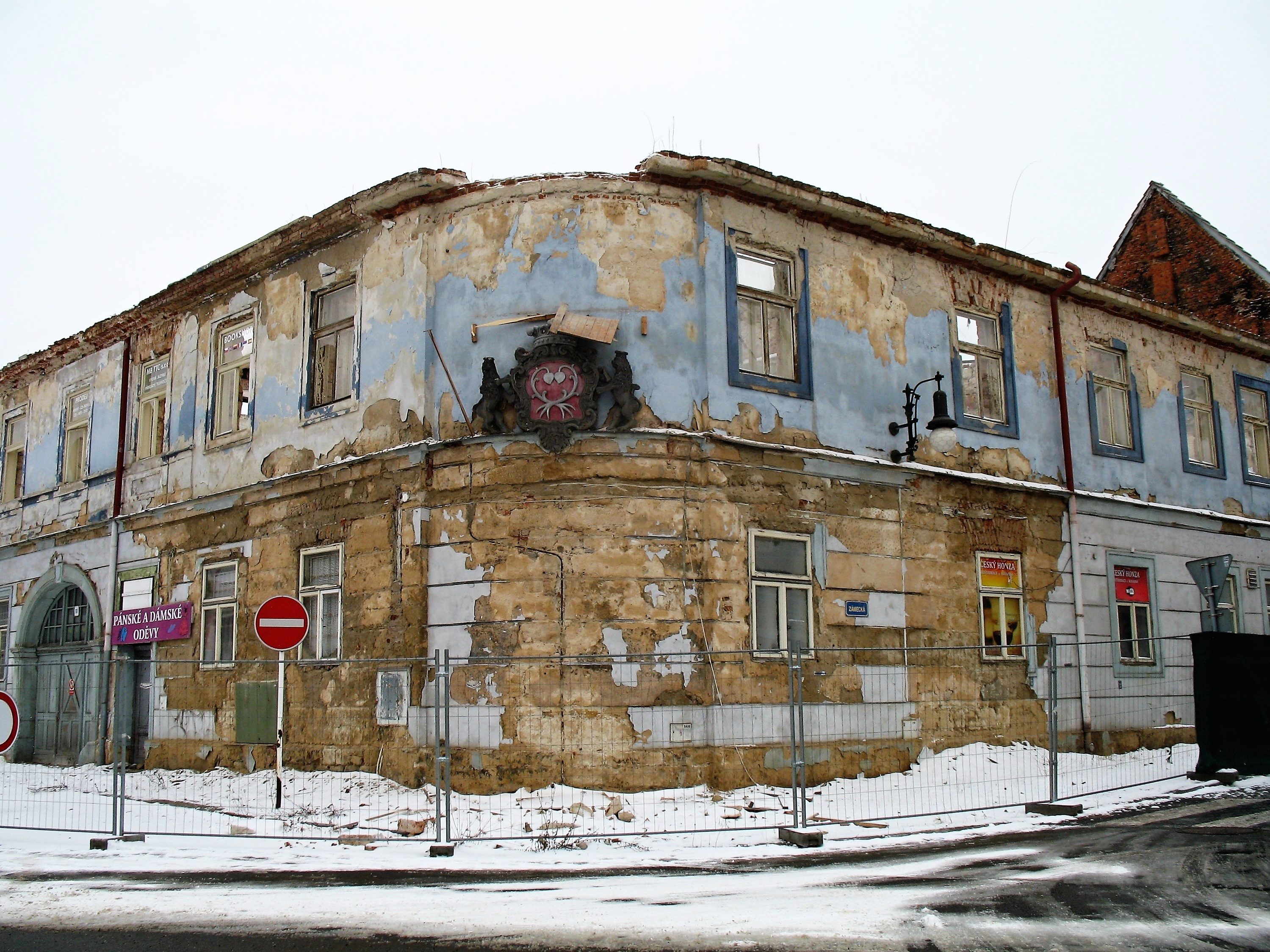
Kounicův dům v polovině března 2018
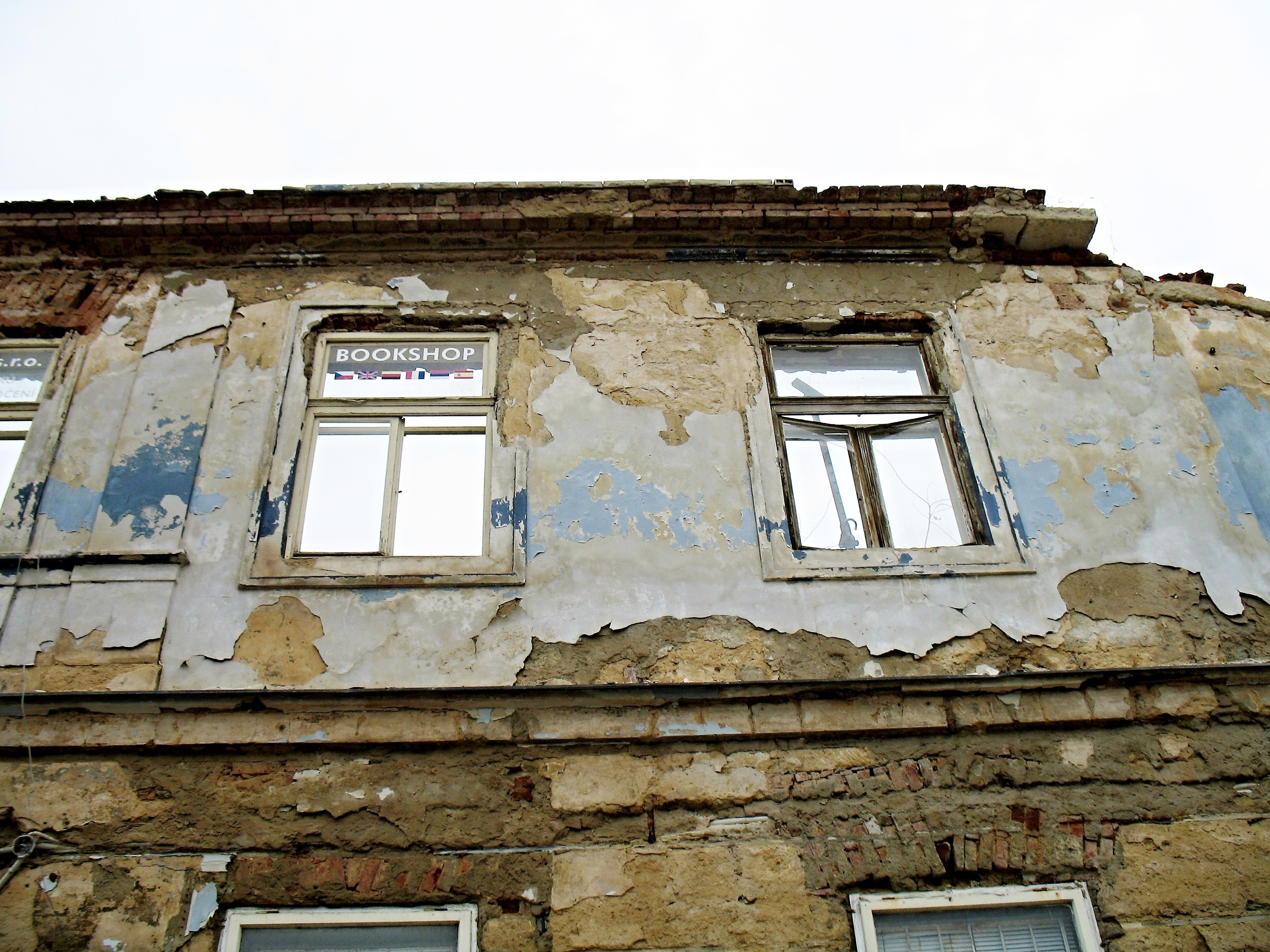
Fasáda Kounicova domu v březnu 2019
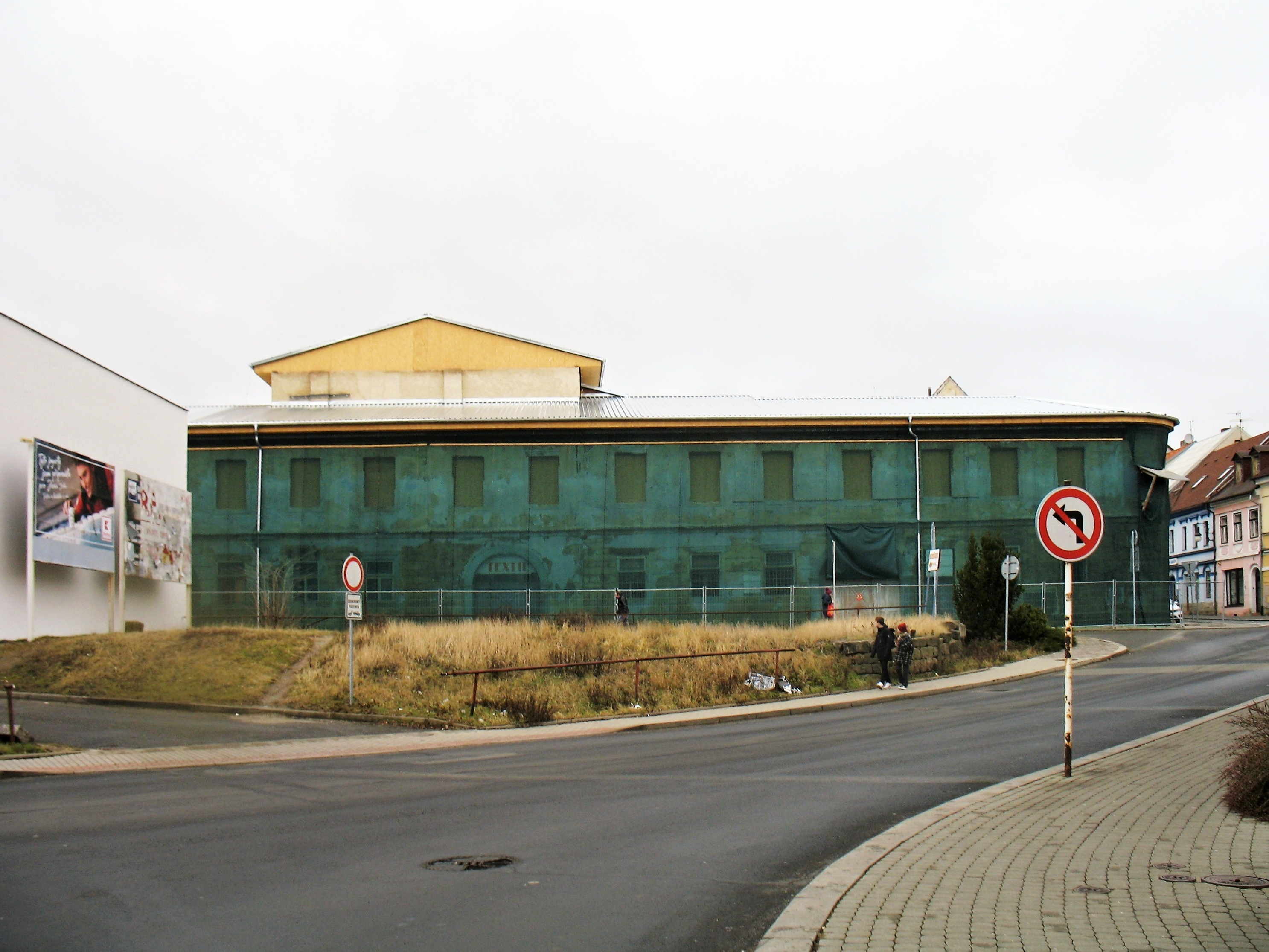
Oprava Kounicova domu (únor 2020)